# Gomoa/Awutu/Effutu/Senya District
Gomoa/Awutu/Effutu/Senya District ist ein ehemaliger District in der Central Region im westafrikanischen Staat Ghana. Aufgrund einer Verwaltungsreform unter Jerry Rawlings im Jahr 1988 wurde der Distrikt aufgeteilt und in die Distrikte Gomoa und Awutu/Effutu/Senya aufgespalten. Hauptstadt des Distriktes war Winneba, die Fläche betrug 1677 km².